# Die Kiserliche Warf
Die Kiserliche Warf ist eine häufig vorgetragene Erzählung plattdeutschen Volkshumors. Sie existiert in verschiedenen Fassungen. Die bekanntesten stammen von Fritz Wischer und Joseph Plaut.
Der anekdotische Inhalt erzählt von der Instruktionsstunde eines Segelmachermaats auf der Kaiserlichen Werft Kiel in Anwesenheit des kommandierenden Admirals. Der Admiral will seinen Untergebenen prüfen und lässt ihn zu mehreren Themen instruieren. Der Maat schafft es dabei immer wieder, den Bogen zu schlagen zu seinem Spezialgebiet, tatsächlich der einzigen Instruktion, die er beherrscht.
Es existiert auch eine Zeichnung von Else Dircks zu der Anekdote, die 1918 für die Fritz-Wischer-Sammlung Lach man mal! geschaffen wurde und hernach in diversen Zusammenhängen verwendet wurde. Bei Wischer heißt der Instrukteur „Hein Lammers“. Der Held in Karl Bunjes viel später geschriebenem Erfolgsstück Der Etappenhase identifiziert sich als dieselbe Figur. 
Tonaufnahmen der Geschichte auf kommerziellen Tonträgern gab es von einer Anzahl Sprechern wie Edgar Bessen, Joseph Plaut und Walter Volbehr. Die Anekdote findet auch als Festtext Verwendung.

## Einzelbelege
1. ↑  Lach man mal : Ole un nige lustige Geschichten. - Garding : Lühr & Dircks, 1918
2. ↑  Hans F. Baasch: Aus den Jugendjahren der Marine. Jugend-Wochenschrift, April 1914, S. 525, abgerufen am 22. Mai 2022.
3. ↑  http://www.festtext.de/index.html?http://www.festtext.de/15_-_plattdeutsche_texte.htm